# Compus de patru octaedre cu libertate de rotație
În geometrie compusul de patru octaedre cu libertate de rotație este un compus poliedric uniform realizat dintr-un aranjament simetric de 4 octaedre, considerate ca antiprisme triunghiulare.
Are indicele de compus uniform UC10.

## Construcție
Poate fi construit prin suprapunerea a patru octaedre identice și apoi rotirea fiecăruia cu un unghi egal, θ, în jurul unei axe separate care trece prin centrele a câte două fețe opuse ale octaedrului astfel încât să-și conserve simetria piritoedrică.
Suprapunerea acestui compus cu o a doua copie, în care octaedrele au fost rotite cu același unghi θ în direcția opusă dă compusul de opt octaedre cu libertate de rotație.
Când θ = 0, toate cele patru octaedre coincid. Când θ este de 60°, apare compusul de patru octaedre, mai simetric (fără libertate de rotație).
În alt caz particular (în imagine) când
{\displaystyle \theta =2\operatorname {arctg} \left({\sqrt {15}}-2{\sqrt {3}}\right)\approx 44,477512^{\circ },}
24 dintre triunghiuri formează perechi coplanare, iar compusul ia forma compusului de cinci octaedre cu unul dintre octaedre îndepărtat.

## Volum
Următoarea formulă pentru volum V este stabilită pentru lungimea laturilor tuturor poligoanelor (care sunt regulate) a:
{\displaystyle V={\frac {4{\sqrt {2}}}{3}}\,a^{3}\approx 1,885618~a^{3}.}

## Imagini
- Compus de șase tetraedre cu libertate de rotație
- Compusul cu θ = 0°
- Compusul cu θ = 5°
- Compusul cu θ = 10°
- Compusul cu θ = 15°
- Compusul cu θ = 20°
- Compusul cu θ = 25°
- Compusul cu θ = 30°
- Compusul cu θ = 35°
- Compusul cu θ = 40°
- Compusul cu θ = 45°
- Compusul cu θ = 50°
- Compusul cu θ = 55°
- Compusul cu θ = 60°